# Pascal Gaigne

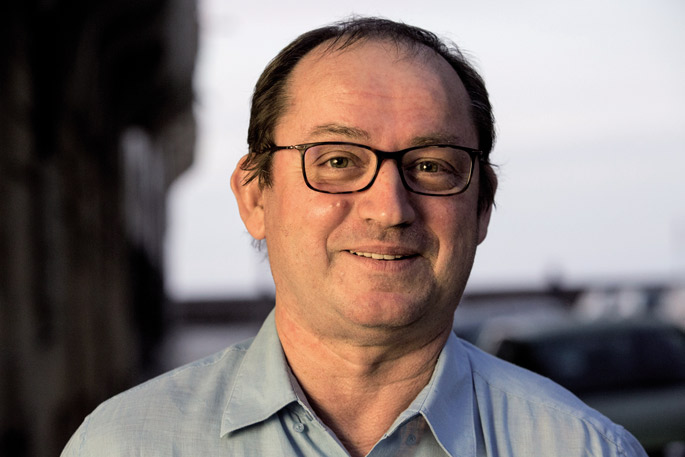
Pascal Gaigne, 2015

Pascal Gaigne (* 25. Juni 1958 in Caen, Frankreich) ist ein französischer Komponist.

## Leben
Pascal Gaigne studierte Musik bei Guy Maneveau an der Universität Pau und anschließend bei Bertrand Dubedout am Conservatoire à rayonnement régional de Toulouse. Seit 1985 lebt er im spanischen Donostia-San Sebastián und arbeitet seitdem als Komponist beim Radio, Theater und spanischen Film. Er zeichnete für die Musik von Spielfilmen wie  Der Hals der Giraffe, dunkelblaufastschwarz und Luftschlösser verantwortlich. Zwei Mal wurde er bisher für den renommierten spanischen Filmpreis Goya nominiert. Für den Besten Filmsong erhielt er 2012 eine Nominierung für Verbo in dem gleichnamigen Fantasyfilm Verbo. Seine Musik für das Drama Loreak erhielt 2015 eine Nominierung für die Beste Filmmusik.

## Filmografie (Auswahl)
- 1988: Ander und Yul  Eine tödliche Freundschaft (Ander Eta Yul)
- 1992: Das Licht des Quittenbaums (El sol del membrillo)
- 1999: Blumen aus einer anderen Welt (Flores de otro mundo)
- 2004: Der Hals der Giraffe (Le cou de la girafe)
- 2006: dunkelblaufastschwarz (AzulOscuroCasiNegro)
- 2009: Gordos – Die Gewichtigen (Gordos)
- 2009: Luftschlösser (Castillos de cartón)
- 2011: Verbo
- 2014: Loreak
- 2016: Einer gegen alle – Trau niemals einem Dieb (Plan de fuga)
- 2016: El Olivo – Der Olivenbaum (El Olivo)
- 2019: Der endlose Graben (La trinchera infinita)